# 沙河镇 (东丰县)
沙河镇，是中华人民共和国吉林省辽源市东丰县下辖的一个乡镇级行政单位。

## 行政区划
沙河镇下辖以下地区：
沙河村、新开岭村、庆丰村、盈仓村、庆余村、团结村、友好村、永丰村、东兴村、良纯堡村、宏升村和礼义村。